# HMS Audacious (1912)
O HMS Audacious foi um couraçado operado pela Marinha Real Britânica e a quarta e última embarcação da Classe King George V, depois do HMS King George V, HMS Centurion e HMS Ajax. Sua construção começou em março de 1911 nos estaleiros da Cammell Laird e foi lançado ao mar em setembro de 1912, sendo comissionado em outubro do ano seguinte. Era armado com uma bateria principal de dez canhões de 343 milímetros em cinco torres de artilharia duplas, tinha um deslocamento de 27,5 mil toneladas e alcançava uma velocidade máxima de 21 nós.
O Audacious serviu primeiro na Frota Doméstica em tempos de paz e depois na Grande Frota após o início da Primeira Guerra Mundial em agosto de 1914. Ele bateu em uma mina naval alemã ao norte da Irlanda no dia 27 de outubro de 1914, com a inundação espalhando-se lentamente, o que permitiu que toda sua tripulação escapasse com vida. Os britânicos tentaram rebocá-lo para o litoral, porém sem sucesso e depois de algumas horas o couraçado emborcou, explodiu e afundou. Seu naufrágio foi mantido em segredo oficialmente dentro do Reino Unido até o fim da guerra.